# Tolma (geslacht)
Tolma is een monotypisch geslacht van spinnen uit de  familie van de kraamwebspinnen (Pisauridae).

## Soort
- Tolma toreuta Jocqué, 1994